# Camault Muir
 (juillet 2020).
Pour les articles homonymes, voir Muir.
Camault Muir est une communauté agricole écossaise dispersée et une partie du village de Kiltarlity[pas clair], dans le Highland. 

## Étymologie
Son nom dérive du gaélique écossais cam-allt, qui signifie ruisseau tordu. C'est une référence au petit ruisseau sinueux qui traverse le village.

## Géographie
La communauté est située sur un plateau marécageux d'1km au sud de la partie principale de Kiltarlity, et 16 km à l'ouest d'Inverness. 